# Битва при Тюрнхауте (1597)
Битва при Тю́рнхауте (нид. Slag bij Turnhout) — сражение между англо-голландскими войсками под командованием Морица Оранского и испанской армией графа де Вара, состоявшееся 24 января 1597 года во время Восьмидесятилетней войны.

## Предыстория
Во время Восьмидесятилетней войны Тюрнхаут находился на границе Северной и Южной Голландии и был стратегически важным пунктом. Зимой 1596/1597 годов королевская испанская армия разбила здесь лагерь и разместилась на зимние квартиры. В прошедшем году Испания в третий раз объявила о своём банкротстве, что породило проблемы с выплатой жалования солдатам. Между тем Альбрехт VII Австрийский, губернатор Австрии, командовавший испанскими войсками в Нидерландах, остро нуждался в пополнении армии. В том же году кавалерия Альбрехта в Артуа также потерпела поражение от французов, после чего несколько происпанских городов были разграблены и сожжены.
Роялистская армия в Тюрнхауте, состоявшая из итальянцев, немцев и валлонов, имели задачу защитить южно-голландские города от возможной атаки голландцев. Мориц Оранский был в курсе проблем внутри испанской армии и разработал план неожиданного нападения. Войска из нескольких гарнизонов были погружены на 150 кораблей и отправлены в Гертруденберг, чтобы отвлечь внимание испанцев. Часть армии — 5000 пехотинцев и 800 кавалеристов — Мориц вместе с Филиппом Гогенлоэ и англичанином Френсисом Виром повёл на Тюрнхаут. Испанские войска смогли заметить их приближение лишь 23 января.

## Ход битвы
Граф де Вара — командующий испанской армией — к утру 24 января подтянул из Херенталса небольшие подкрепления. Опасаясь, что солдаты из-за низкой дисциплины побегут с поля боя, он разместил в арьергарде несколько заградительных отрядов. Варакс решил использовать особенности ландшафта: болотистая местность пересекала окрестности Тюрнхаута, и испанцы заняли дороги между болотами.
Мориц Оранский решил использовать фактор неожиданности. Его армия состояла из ирландских пикинёров, кавалерии и мушкетёров. Внезапное нападение Морица не позволило испанцам занять выгодные позиции для обороны. Кроме того, часть солдат с началом сражения побросали оружие и дезертировали. Болота сковали испанскую кавалерию, а пикинёры Морица успешно их атаковали. В первой же массированной атаке испанский строй рассыпался, и испанцы обратились в бегство. Бой продолжался всего полчаса и стоил испанцам около 2000 убитых и 500 попавших в плен солдат. Голландские войска потеряли всего 10 человек. Мориц также захватил несколько знамён, позднее выставленных в Рыцарском Зале в Гааге.

## Результаты
Мориц Оранский после битвы вошёл в замок Тюрнхаута, после чего вернулся в Гаагу. Победа ещё больше подняла военный престиж Морица. Этот бой стал предвестником успеха в том году — позднее голландцы заняли последние происпанские города вдоль Рейна в восточной части Республики.